# Faro di Punta Makapuu
Il faro di Punta Makapuu (Makapuu Point Light in inglese) è un faro situato sull'isola di Oahu nell'arcipelago delle Hawaii, Stati Uniti. Posizionato presso Punta Makapuu, l'estremità orientale dell'isola, segnala l'est della stessa alle imbarcazioni provenienti da occidente. Proprietà della Guardia costiera statunitense, il faro è inserito nel Registro nazionale dei luoghi storici dal 1977.